# 任中敏
任中敏（1897年6月6日—1991年12月13日），名讷，字中敏，以字行，別號二北，又號半塘，男，江蘇揚州人，中国詞曲學家。

## 生平
光绪二十三年五月初七日（1897年6月6日），任讷出生于淮安，这是一个殷实的安徽鹽商家庭，世居扬州。父亲任恭，字守谦，当时在淮安业盐，母顾竹筠。兄妹十人，任讷排行第六（男性里排行第二）。兄任诚，字孟闲，曾任江苏第五师范（今江苏省扬州中学前身）校长、江苏省教育厅督学。
任讷1902年6岁入私塾。1909年举家迁回扬州，居毓贤街牛录巷。1912年考入常州江苏第五中学，与瞿秋白、李子宽等同学。1915年学潮时被开除回乡结婚。1917年毕业于扬州江苏第八中学，入北洋大学预科。1918年考入北京大學，与朱自清同学，1919年参加五四运动火烧赵家楼曾被捕，受業於詞曲學大家吳梅，專攻詞曲。1920年北京大學畢業后，执教于南京省立第一中学、江苏第五师范、江苏第八中学，1922年任教于廣東大學（今中山大學），1923年赴苏州吴梅宅学习，1924年到南京龙蟠里江南图书馆读书。后担任宣传部宣传出版科科长、立法院院长胡汉民秘书。1930年任镇江中学校长。1932年任教于南京栖霞山乡村师范。1934年创办广州仲元中学。1937年在栖霞山创办汉民中学。不久淞沪会战爆发，任中敏率师生西撤到广西桂林。
1949年，任中敏离桂赴成都。1951年，任中敏任教于成都四川大学。1954年肃反曾受审查。1957年划为右派分子戴帽，1959年被判处行政管制，保留教授职衔，但不准上讲台。1961年撤销管制处分。1962年摘除“右派分子”帽子。1963年摘除“反革命分子”帽子。文革中受冲击，抄家、批斗、停发工资，设摊于四川大学门前。1975年恢复工作。
1979年平反后调往北京中国社会科学院，次年调回扬州，任教于扬州师范学院，创立中国古代文学博士点。1991年12月13日病逝于扬州苏北人民医院，享年95岁。

## 著作
- 《元曲三百首》（1927年）
- 《荡气回肠曲》（1931年）
- 《散曲丛刊》15种（1931年）
- 《词曲通义》1种（1931年）
- 《词学研究法》（1935年）
- 《新曲苑》34种（1940年）
- 《散曲集丛》7种（与卢前合作）（1941年）
- 《教煌曲初探》（1954年）
- 《敦煌曲校录》（1955年）
- 《唐戏弄》（1958年）
- 《教坊记笺订》（1962年）
- 《优语集》（1981年）
- 《唐声诗》（1982年）
- 《敦煌歌辞总编》（1987年）
- 《附唐五代燕乐杂言歌辞集》（1990年），与王小盾合作

## 家庭
妻：
- 严淑英
- 程纫弦
- 王志渊

子，任有愈。